# Komma rätt, komma fel och komma till punkt
Komma rätt, komma fel och komma till punkt är en bok om interpunktion av Eva Halldinger från 2005, baserad på den brittiska författarinnan Lynne Truss bok Eats, Shoots and Leaves.